# Roccasicura
Roccasicura (La Ròcca in molisano) è un comune italiano di 471 abitanti della provincia di Isernia in Molise.

## Origini del nome
In epoca normanna-longobarda era noto come Roccha Siconis, in riferimento a Sicone di Benevento; poi nel XII-XIII secolo divenne Rocca Siccem, Rocca Cicuta o Ciconia. Nel XVI secolo, con l'istituzione dell'università, il nome divenne Rocca Sicura.

## Storia
Costruito nel X secolo dai Longobardi, fu feudo di Sicone I di Benevento. Il borgo era arroccato attorno al castello e alla chiesa di San Leonardo e passò ai Borrello di Agnone.
Passò successivamente agli angioini e resistette al terremoto del 1456.

### Simboli
Lo stemma e il gonfalone del comune di Roccasicura sono stati concessi con decreto del presidente della Repubblica dell'8 aprile 1999.
Il gonfalone municipale è costituito da un drappo partito di azzurro e di rosso.

## Monumenti e luoghi di interesse

### Porta del castello
Il vecchio castello era posto in estremità della punta rocciosa Terra. Era documentato anche nel Catalogus baronum del 1150. Dopo il terremoto del 1456 e il successivo sisma del 1805, il castello scomparve. Crollò prima del 1732. Oggi rimane una porta che conduceva al castello: porta san Rocco.
Una torretta del castello è sopravvissuta perché oggi inglobata nel palazzo comunale. Ha un orologio.

### Chiesa di San Leonardo
La storica chiesa fu fondata dai Longobardi e ha mantenuto il vecchio aspetto di piccola cappella a navata unica, nonostante il rimaneggiamento barocco della facciata. Solo il portale conserva l'aspetto del XII secolo con arco semplice e lunetta. Il campanile è una tozza torre.
L'interno conserva un fonte battesimale romanico (XI secolo) e un altare dedicato a San Leonardo, barocco, con colonne tortili.

## Società

### Evoluzione demografica
Abitanti censiti

## Amministrazione
| Periodo           | Periodo           | Primo cittadino   | Partito                  | Carica  | Note |
| ----------------- | ----------------- | ----------------- | ------------------------ | ------- | ---- |
| 5 aprile 2005     | 30 marzo 2010     | Angelo Campanelli | lista civica             | sindaco |      |
| 30 marzo 2010     | 22 settembre 2020 | Fabio Milano      | Per non tornare indietro | sindaco |      |
| 22 settembre 2020 | in carica         | Fabio Milano      | Rocc@futura              | sindaco |      |